# Flugplatz Paderborn-Haxterberg

i7
i11
i13
Der Flugplatz Paderborn-Haxterberg (ICAO-Code: EDLR) ist ein seit 1973 bestehender Sonderlandeplatz auf dem Gebiet der Stadt Paderborn in Nordrhein-Westfalen, Deutschland.

## Geographie
Der Flugplatz Paderborn-Haxterberg liegt in der Landschaft der Paderborner Hochfläche nahe einer maximal 244 m hohen Anhöhe namens Haxterberg, die sich rund 4 km (Luftlinie) südlich von Paderborn befindet. Er erstreckt sich nahe dem Abzweig der B 68 von der B 64 bzw. unweit nördlich über dem Tal des Ellerbachs, der ein östlicher Zufluss der Altenau ist.
Der Name Haxterberg leitet sich von der Wüstung Haxthusen, nachdem sich das dort früher ansässigen Adelsgeschlecht derer von Haxthausen benannte, als deren Stammsitz der Turmhügel Haxterberg gilt, ab.

## Geschichte
Der Flugplatz Paderborn-Haxterberg besteht seit 1973 und wird von der Luftsportgemeinschaft Paderborn e. V. betrieben, die ihn überwiegend in Eigenleistung aufbaute, nachdem der bis dato genutzte Flugplatz Paderborn-Mönkeloh im Zuge der Erweiterung des dortigen Industriegebietes aufgegeben werden musste. Er hat eine 700 m lange Asphaltpiste, mit einer Unterflur-Befeuerung, die Mitte April 2007 fertiggestellt und eingeweiht wurde. Die Segelflugbahn ist 1100 m lang; sie erstreckt sich somit über die gesamte Länge des Geländes. 
Der Flugplatz war 1981 Austragungsort der Segelflug-Weltmeisterschaften im Streckenflug und 1988 solcher der Segelkunstflug-Weltmeisterschaft. Ebenso fanden regelmäßig im Herbst die in Kunstflugkreisen bekannten „Kopps-Über-Treffen“ statt (ein zwangloses Treffen der deutschen aktiven Segelkunstflieger mit Vortragsprogrammen und Diskussionsrunden). Dieses Treffen fand Anfang November 2007 nach längerer Pause wieder auf dem Flugplatz Paderborn-Haxterberg statt. Des Weiteren war der Flugplatz in der Vergangenheit Austragungsort weiterer bedeutender nationaler und internationaler Wettbewerbe und Veranstaltungen, so z. B. der Deutschen Segelkunstflug-Meisterschaften 1987 und 1989 oder der Fieseler Kunstflug-Trophäe 1984.

## Flugverkehr
Segelflug-Meisterschaften wie in den 1980er Jahren sind am Flugplatz Paderborn-Haxterberg heutzutage nicht mehr möglich, da der Sonderlandeplatz heute am Rand der Kontrollzone des Flughafens Paderborn/Lippstadt liegt und auch eine seiner Einflugschneisen (ILS 24) über ihn hinwegführt. 
Ein Einflug von Norden, Osten und Süden ist in 1800 ft zur Landung auf dem Haxterberg ohne Freigabe vom Tower in Paderborn/Lippstadt möglich. Alle Segel- und Motorflugzeuge, die höher steigen wollen, müssen einen Transponder haben und eine Freigabe vom Flughafen Paderborn/Lippstadt einholen. Da der Betreiber des Sonderlandeplatz Paderborn-Haxterberg einen hauptamtlichen Flugleiter beschäftigt, können An- und Abflüge problemlos während der gesamten Woche stattfinden.
Im Juni 2009 starteten etwa 60 Flugzeugbesatzungen des Deutschlandfluges vom Haxterberg aus, die anderen 60 Teilnehmer starteten am Flughafen Paderborn/Lippstadt. Ziel des mehrtägigen Wettbewerbes war der Flughafen Bremen.

## Tourismus
Am Flugplatz Paderborn-Haxterberg gibt es ein Café-Restaurant mit Ausblick über die Stadt Paderborn und die Westfälische Bucht entlang des Teutoburger Walds und des Eggegebirges. Wegen direkter Nachbarschaft zum Paderborner Naherholungsgebiet Haxtergrund ist der Flugplatz auch für Fahrradfahrer und Wanderer häufiges Ausflugsziel.

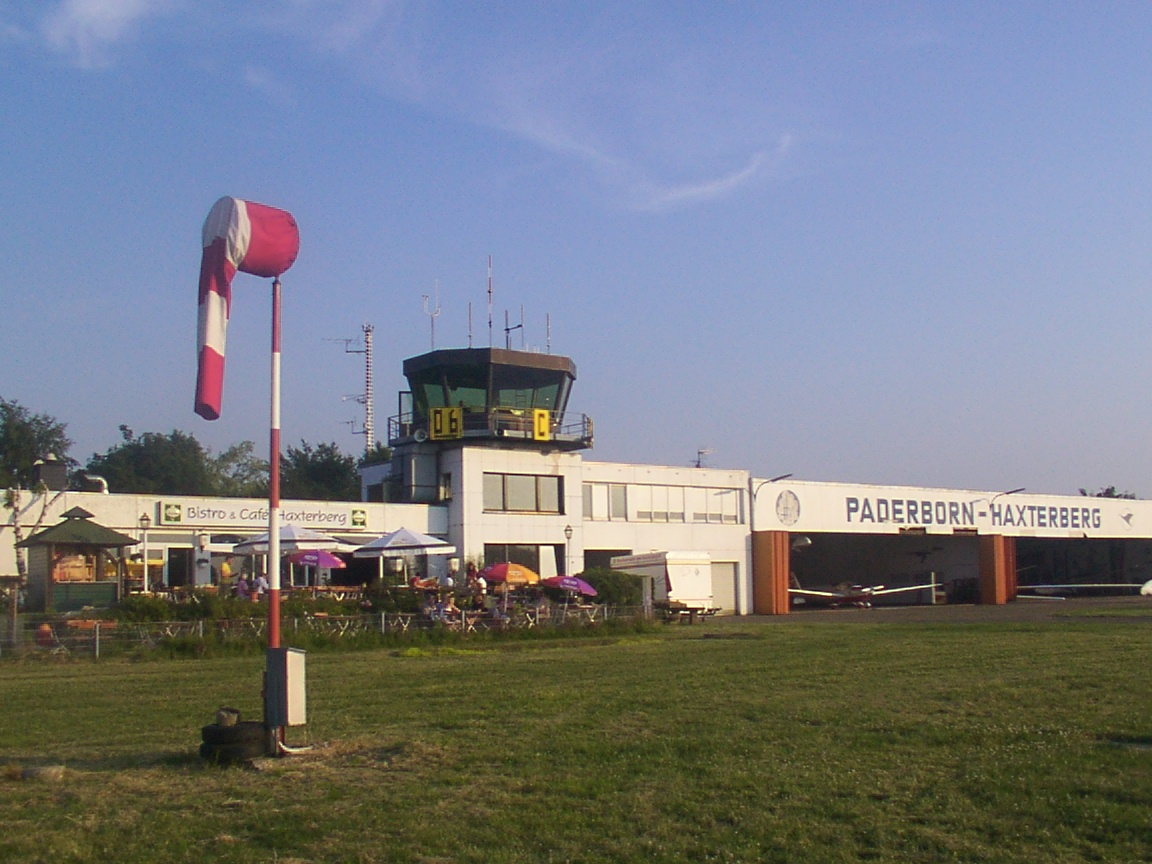
Tower und Hangars
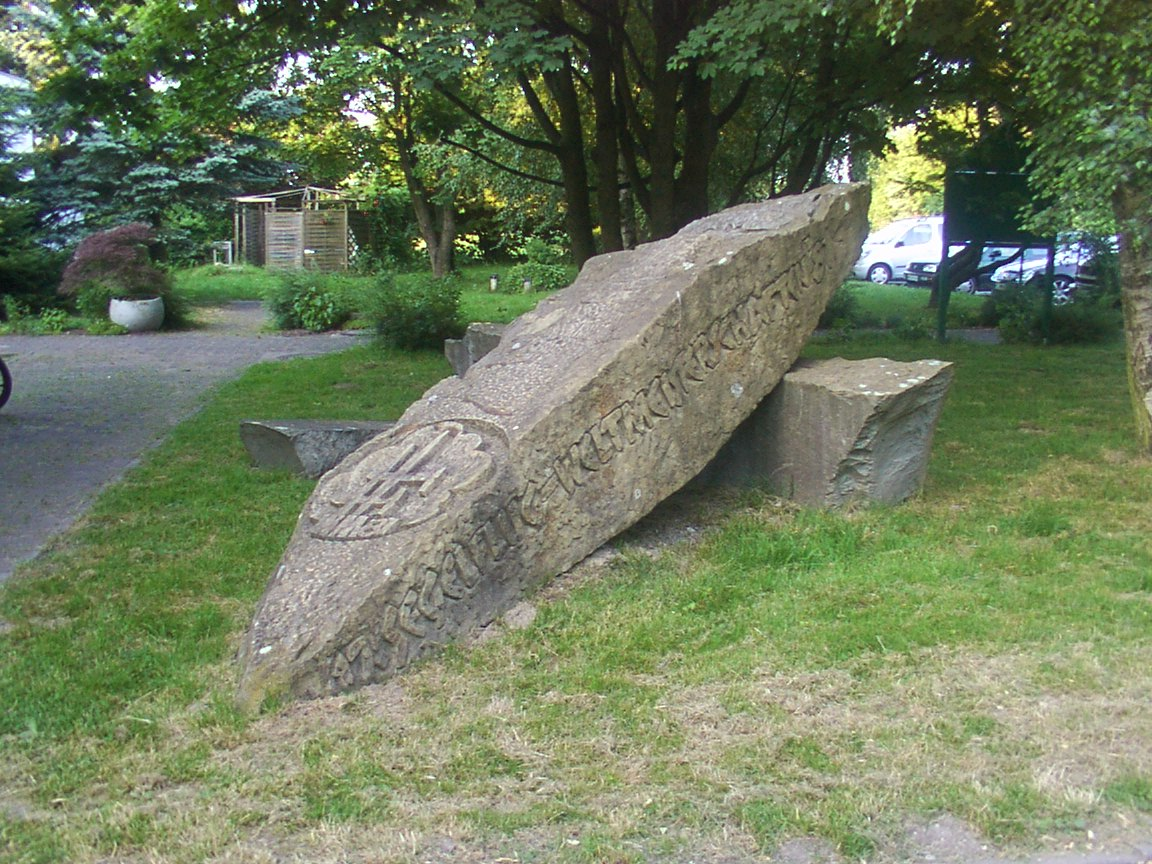
Gedenkstein Segelflug-WM 1981
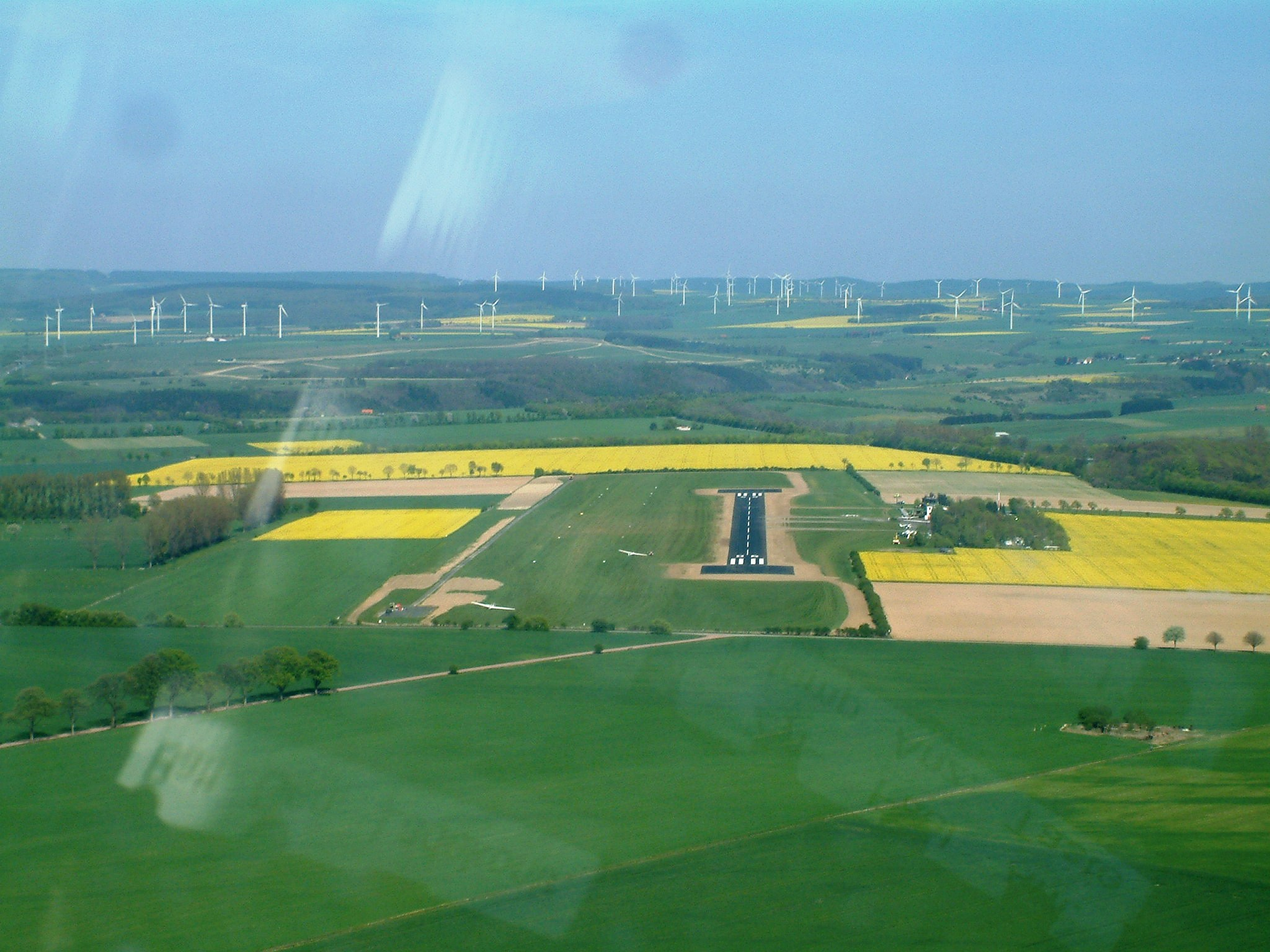
Anflug auf die neue Asphaltpiste 06 von Westen
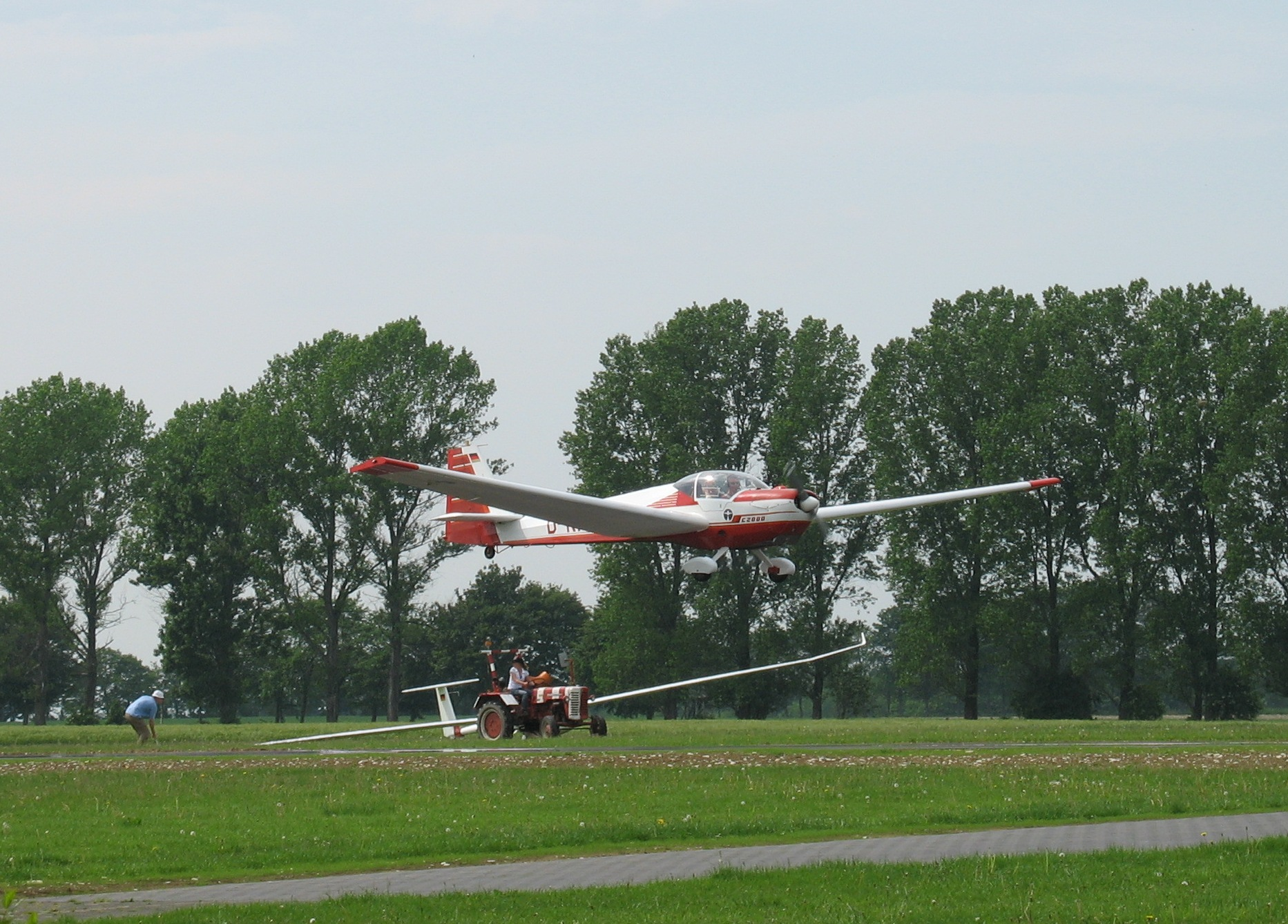
Abflug des SF25C Motorseglers D-KNIV der LSG Paderborn auf der Piste 06, im Hintergrund eine LAK 17 der LSG
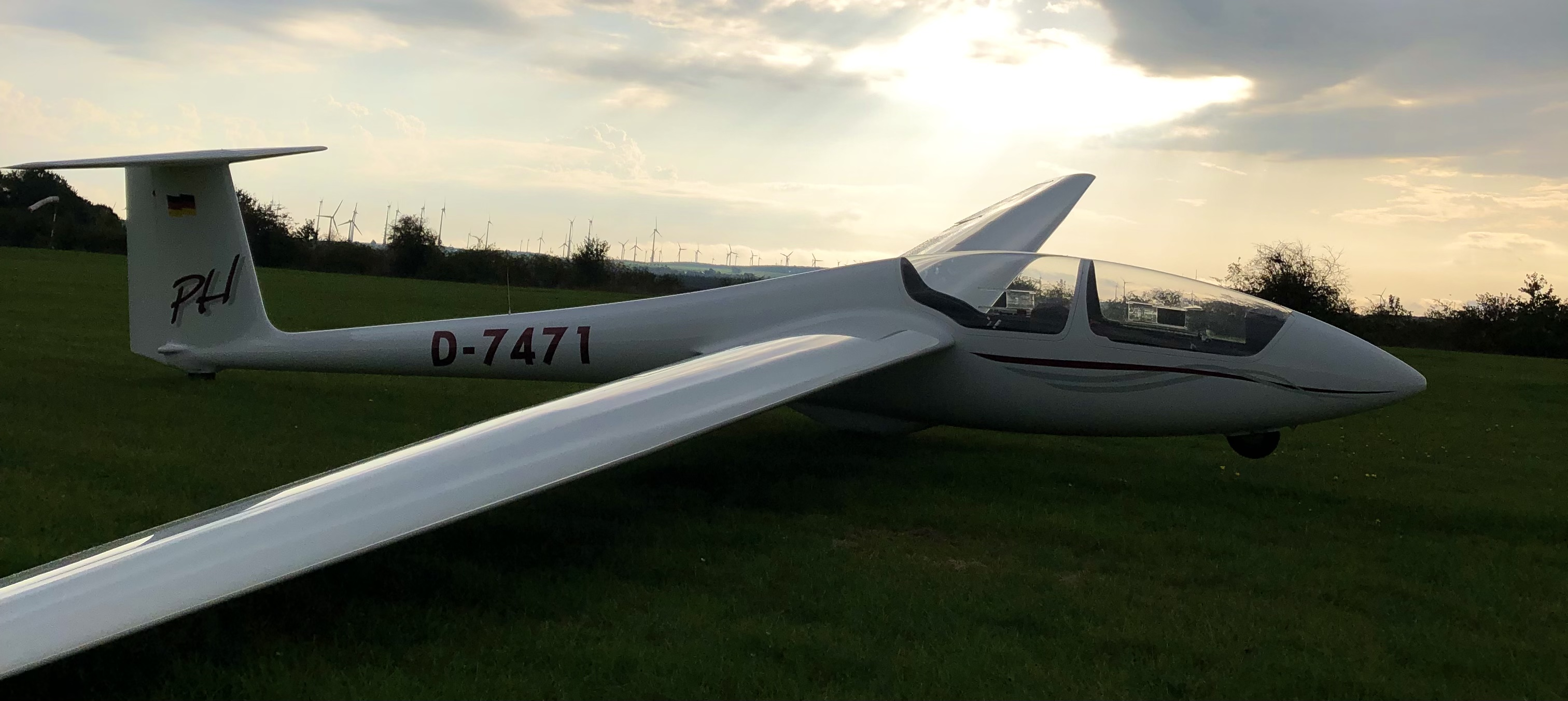
Die ASK-21 der Luftsportgemeinschaft Paderborn e. V.